# 돌고 돌고
돌고 돌고(Rotation)는 한국에서 제작된 노진성 감독의 2000년 드라마 영화이다. 이정범 등이 주연으로 출연하였다.

## 출연

### 주연
- 이정범
- 신상순